# Lernaeolophus aceratus
Lernaeolophus aceratus is een eenoogkreeftjessoort uit de familie van de Pennellidae. De wetenschappelijke naam van de soort is voor het eerst geldig gepubliceerd in 1983 door Ho & Honma.